# Michael Hurst
Michael Eric Hurst (Lancashire, 20 settembre 1957) è un attore e regista neozelandese.
È conosciuto soprattutto per aver interpretato la parte di Iolao nella serie televisiva Hercules, trasmessa negli USA dal 1995 al 1999. Attualmente vive in Nuova Zelanda, dove si è sposato con l'attrice  Jennifer Ward-Lealand e con la quale ha avuto due figli. 

## Carriera
Oltre che nel già citato Hercules, ha recitato anche in altre serie televisive quali Heroes (1984-1986), Xena (1997-2001), Andromeda (2002), in cui recita nuovamente al fianco dell'attore Kevin Sorbo con cui aveva già recitato in Hercules,  Shortland Street (2003), Power Rangers Ninja Storm (2003), Maddigan's Quest (2006). Inoltre ha anche preso parte a diversi film per la Tv e per il grande schermo, i più recenti dei quali sono The Last Magic Show (2007), We're Here To Help (2007), The Tattoist (2007), The Map Reader (2008) e Bitch Slap (2009).